# Cuerpo de Vigilantes de Caminos
El Cuerpo de Vigilantes de Caminos fue una institución armada que existió en España durante la época de la Segunda República. Fue creado en 1933 por el gobierno de Azaña y estaba compuesto por un jefe de cuerpo, varios jefes de sección, jefes de grupo y vigilantes.
El Cuerpo, que dependía del Ministerio de Obras Públicas a través de la Dirección General de Caminos y que estaba motorizado, uniformado y armado, tenía como misión principal la de una policía de carreteras: patrullar y proteger las carreteras. Sus funciones eran previamente responsabilidad de los peones camineros y de la Guardia Civil, y es el tráfico cada vez mayor por las carreteras españolas lo que lleva a crear un cuerpo especializado en esta vigilancia. El 12 de marzo de 1935, Niceto Alcala-Zamora aprueba su reglamento.
Tras el final de la guerra civil española, parte de los vigilantes de caminos fueron integrados en el Cuerpo de Policía Armada y de Tráfico y el cuerpo fue disuelto.